# Forteresse Kastel de Banja Luka
La forteresse Kastel est située à Banja Luka, la capitale de la république serbe de Bosnie, en Bosnie-Herzégovine. Elle remonte à l'Antiquité et au Moyen Âge et est inscrite sur la liste des monuments nationaux de Bosnie-Herzégovine.
Elle accueille aujourd'hui le Festival d'été de théâtre de Banja Luka, des aires de jeux pour les enfants, des restaurants et l'Office pour la protection du patrimoine culturel et naturel de la RS de Bosnie (Завод за заштиту културног и природног насљеђа РС), créé en 1976.

## Localisation

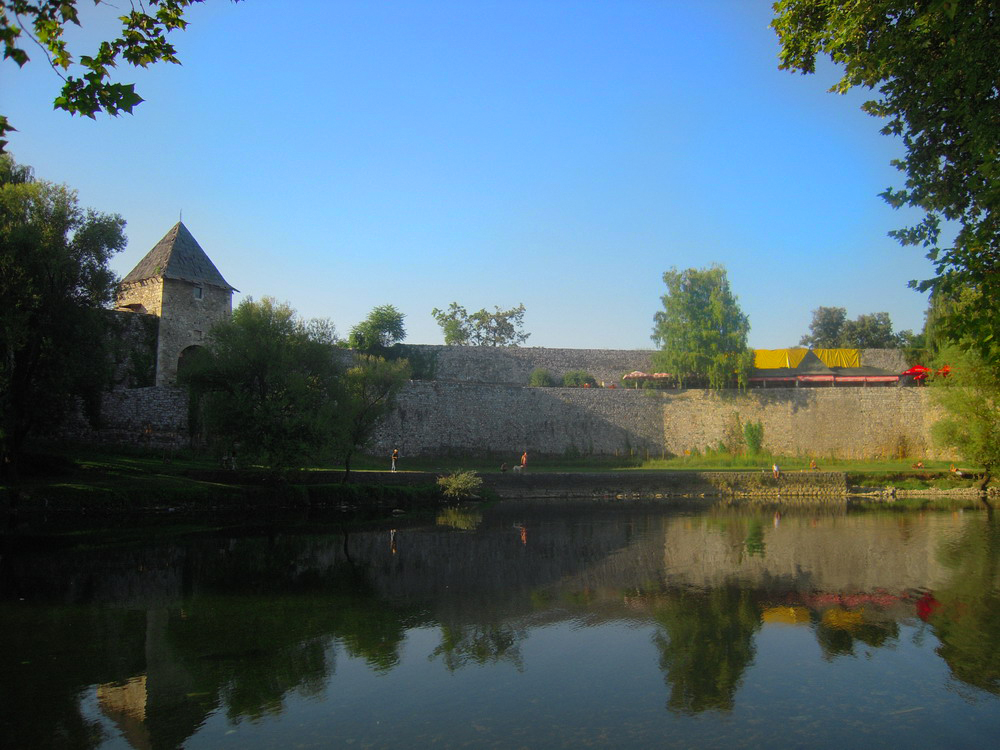
La forteresse vue du Vrbas

La forteresse Kastel est construite sur la rive gauche de la rivière Vrbas, à la hauteur de sa confluence avec la rivière Crkvena qui s'écoule sur sa droite. Située entre trois collines, elle se trouve dans une plaine.

## Histoire
Au cours des fouilles archéologiques conduites dans le périmètre de la forteresse, quelques vestiges ont été mis au jour remontant au Paléolithique, ainsi que quelques artéfacts datant de l'âge du bronze et de l'âge du fer. Les découvertes effectuées sur le site témoignent également de la présence d'une localité à cet endroit qui s'est développée à l'époque romaine, du IIe siècle au VIe siècle. Portant le nom de Castra, elle assurait diverses fonctions, notamment celle d'un castrum (ou camp militaire) ou d'une mansio (gîte d'étape). Autour du camp se trouvaient une colonie civile et un relais de poste (statio). Située aux confins des provinces de Dalmatie et de Pannonie, la localité se trouvait sur la route reliant la mer Adriatique à l'actuelle ville de Gradiška, en direction des colonies romaines sur le territoire (Pannonie) de l'actuelle Hongrie.

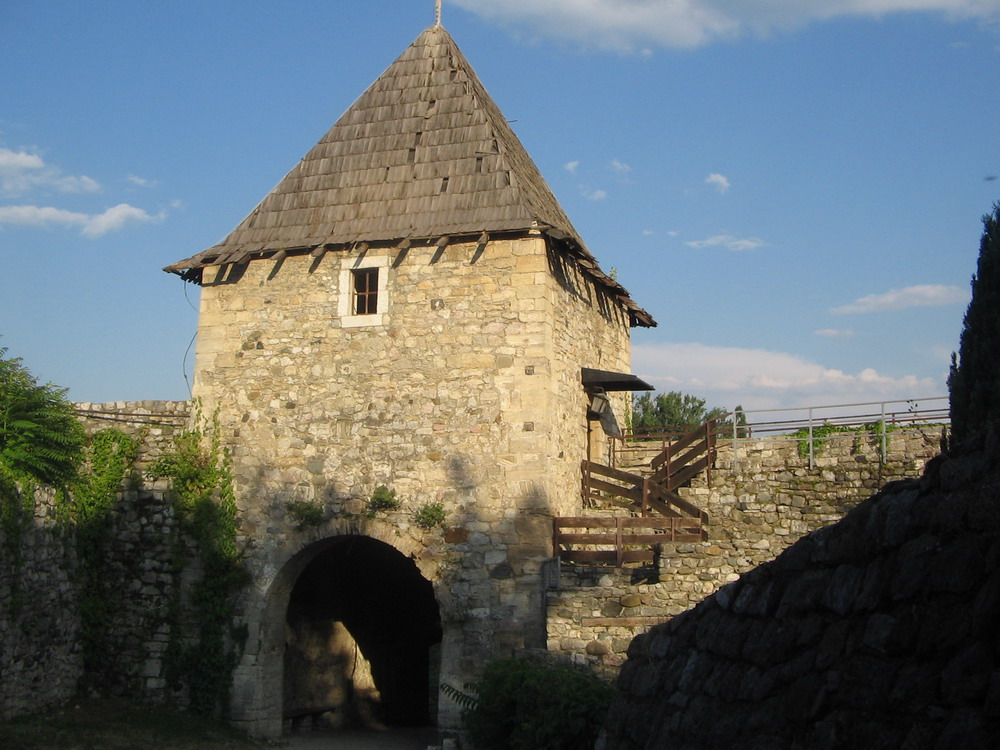
Vue de la forteresse

Lors de la migration des Slaves, La forteresse est détruite, et à sa place est établie une nouvelle localité. En revanche, ce qu'il advient du site pendant le Moyen Âge n'est pas clairement établi. 
La région de Banja Luka est conquise par les Ottomans au XVIe siècle et, entre 1554 et 1563, la ville devint la capitale du Sandjak de Bosnie ; la forteresse, située à la confluence du Vrbas et de la Vrbanja est à nouveau un centre administratif et militaire. Face à la menace que représentent pour l'Empire turc l'Autriche et la république de Venise, le pachalik de Bosnie est créé en 1580 et Banja Luka en devient à nouveau la capitale.
En 1660, le voyageur ottoman Evliya Çelebi, de passage à Banja Luka, y mentionne deux forteresses, l'une à Donji Šeher et l'autre à Gornji Šeher, mais sans donner davantage de détails. L'actuelle forteresse Kastel est renforcée de 1712 à 1714 par Numan-pacha Ćuprilić et agrandie dans l'esprit des travaux de Vauban. La forteresse prend la forme d'un trapèze allongé, avec des murailles, des bastions et des tours, tandis que la partie occidentale est entourée de douves. En 1737, la forteresse Kastel est le théâtre d'une bataille opposant les Autrichiens et les Ottomans. L'armée autrichienne, conduite par Hildburghausen s'avance jusque dans la vallée du Vrbas et met le siège à la forteresse. Mais elle est prise à revers par le vizir Ali-pacha Hekimoglu qui lui fait subir des pertes importantes et la force à se replier. 
Au cours des XVIIIe et XIXe siècles, la forteresse perd de son importance militaire.

## Description

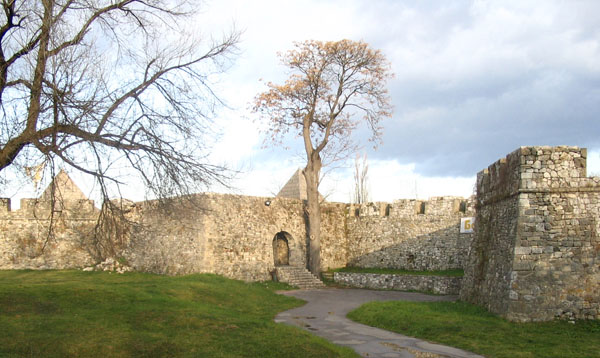
La forteresse Kastel vue de l'ouest